# Mecocerculus
Mecocerculus är ett fågelsläkte i familjen tyranner inom ordningen tättingar. Släktet omfattar sex arter med utbredning från Colombia till norra Argentina:
- Vitstrupig dvärgtyrann (M. leucophrys)
- Vitstjärtad dvärgtyrann (M. poecilocercus)
- Beigebandad dvärgtyrann (M. hellmayri)
- Rödvingad dvärgtyrann (M. calopterus)
- Svavelbukig dvärgtyrann (M. minor)
- Vitbandad dvärgtyrann (M. stictopterus)